# そして誰もいなくなった (2015年のテレビドラマ)
『そして誰もいなくなった』（そしてだれもいなくなった、英: And Then There Were None）は、2015年に放送されたイギリスのテレビドラマである。
アガサ・クリスティの小説『そして誰もいなくなった』を原作として、おおよそ原作に沿ってストーリーが進行する。原作は最初の発表以来何度か改変がなされているが、島の名前・童話の内容・人形の形状は「Soldier（兵隊）」に変更後のもので統一されている。また、真相の解明は真犯人の手記ではなく告白で明かされるよう変更されている。
2015年12月26日から2015年12月28日にイギリスのBBC One系列で放送された。世界各国で吹き替え版が放送されており、日本では2016年11月27日から12月11日にNHK BSプレミアムが日本語吹き替え版を放送した。

## あらすじ
1939年8月の暑いある日、イギリスのデボン州の兵隊島に8人のお互いに面識のない人たちが招待された。招待客は2人の新しく雇用された使用人に迎え入れられるが、招待主のオーエン夫妻は不在であった。夕食の席に着くと、ダイニングテーブルのセンターピースに円状に10体の兵隊の人形が飾られていることに気がつく。その後、使用人がレコードを再生すると、招待客と使用人の10人全員の殺人の罪を告発する音声が流される。その直後、1人が毒で死亡し、その後次々と人が殺されていく。殺害手法は童話「十人の小さな兵隊さん」になぞらえて、その度にダイニングテーブルから人形が除かれる。誰が犯行を行っているか分からないまま全ての人が死んでいき、最後に残った1人は自ら首を吊ろうとする。その瞬間、真犯人が現れて犯行の動機と手段を告白する。犯人により足下の椅子が引っ張られ、首吊りは遂行される。その後、犯人は銃で自殺する。そして、誰もいなくなった。

## 登場人物
兵隊島で登場する主要な人物の役者を挙げる。
オーエン夫妻
兵隊島の持ち主。夫妻の名前を略すとどちらもU. N. Owenとなる。
アンソニー・マーストン
演 - ダグラス・ブース、声 - 柿原徹也
軽薄な印象を与える青年。島での1人目の死亡者。
謎の声によると、交通事故で2人の子どもを死亡させた。
事故について、子供を道路で遊ばせていた親を非難する発言をして招待客らを呆れさせる。島に到着する前にも高速で車を運転してアームストロングと接触事故を起こしかけた。食事中に毒物の服用で死ぬ。
エセル・ロジャーズ
演 - アンナ・マックスウェル・マーティン、声 - 土井美加
雇われた料理人。トマスの妻。島での2人目の死亡者。
謎の声によると、夫と共に以前の雇用主の遺産を得るために枕で窒息死させた。
回想によれば殺害時に積極的に関与してはいない。罪の意識からか、陰鬱な印象を与える女性。夜間何者かの訪問を受けた後起きてこず、死亡が確認された。
ジョン・マッカーサー
演 - サム・ニール、声 - 菅生隆之
退役した老将軍。島での3人目の死亡者。
謎の声によると、妻の愛人を後ろから銃で撃ち殺した。
回想では、第一次世界大戦の戦闘中にコートのポケットから妻の部下に宛てた熱烈なラブレターを発見し、たまたま報告に来た当の部下を射殺した。妻はその後スペインかぜにより死亡。
助けは来ないものと達観していた。ガスマスクをつけた部下がやってくるのを幻視した後、撲殺体で発見される。
トマス・ロジャーズ
演 - ノア・テイラー、声 - 佐々木睦
雇われた使用人。エセルの夫。島での4人目の死亡者。
謎の声によると、妻と共に以前の雇用主を殺害した。
回想によれば、雇用主の婦人の殺害は、もっぱら彼が主導したようである。妻の死亡後も屋敷に残って仕事を続ける姿勢を示していたが、斧で斬殺される。
エミリー・ブレント
演 - ミランダ・リチャードソン、声 - 佐藤しのぶ
信仰のあつい老婦人。島での5人目の死亡者。
謎の声によると、10代で妊娠した母親から生まれた娘に対して厳しく接して、娘が列車に身投げした。
自分より下の階級の者への侮蔑を隠さず、酷薄な人生観を披露して恥じないが、異常な状況下で死に追いやった小間使いの娘への悔恨を覚えるようになっていた。編み棒で頸部を刺突され死亡。
ロレンス・ウォーグレイヴ
演 - チャールズ・ダンス、声 - 糸博
判事。島での6人目の死亡者。
謎の声によると、お金を手に入れるために娼婦を殺害した。
死刑を宣告した囚人の処刑には必ず立ち会っており「首吊り判事」と陰口をたたかれていた。招待客が次々と殺害されていく異常な状況下にも平静を保ち、他の招待客らを導いていた。
エドワード・アームストロング
演 - トビー・スティーブンス、声 - 郷田ほづみ
ロンドンの医師。島での7人目の死亡者。
謎の声によると、酒に酔った状態で手術をして患者を殺した。
常時酒を飲んでおり、飲まないと手が震えるなどのアルコール中毒の症状を呈していることが描写されている。ウォーグレイヴとは顔見知りで、彼と自身を「まとも」と表現してともに事件解決を図ろうとしていた。判事の死後行方不明になる。
ウィリアム・ブロア
演 - バーン・ゴーマン、声 - 横島亘
巡査部長。島での8人目の死亡者。
謎の声によると、同性愛者を厳しく批判して死に追いやった。回想では、激しい暴行を加えていたことが示唆されている。
当初身分を隠していたが、謎の声により暴露され、正体を明かす。ロンバートからは「ずんぐり」と呼ばれ、反発している。
フィリップ・ロンバード
演 - エイダン・ターナー、声 - 浪川大輔
元陸軍大尉。島での9人目の死亡者。
謎の声によると、ダイヤモンドを奪うために現地人を殺した。
ヴェラとは島へ向かう途中の列車で乗り合わせ、ともに反発しながらも惹かれあう。
ヴェラ・クレイソーン
演 - メイブ・ダーモディー、声 - 佐古真弓
家庭教師を職業とする娘。ミス・ブレントのいうところの「三流校」で体育教師をしながら、夏季休暇を利用して職業紹介所で紹介された秘書の仕事をするため島にやってくる。島での10人目の死亡者。
謎の声によると、家庭教師をしていた子どもに泳げるはずのない距離を泳ぐことを許可して溺死させた。

## 制作背景

### 着想
テレビドラマ『そして誰もいなくなった』は、アガサ・クリスティ誕生125周年を記念したBBCの企画として立ち上げられ、ベン・ステファンとシャーロット・ムーアが担当して制作を開始した。製作はアガサ・クリスティ・プロダクションの協力の下、マンモス・スクリーンが行った。
脚本家サラ・フェルプスはBBCに原作小説の残酷さと残虐性にショックを受けたと語った。小説をアガサ・クリスティの他の作品と比較して「ミス・マープルやエルキュール・ポアロの物語の中では、誰かが謎を解き明かすためにそこに存在する。そしてそれは読者・観客に安全と安心感を与え、次に起こることを予測させる。しかし、本作品では、誰も、絶対に助けや救助や解決のためにに来ることはない。」と述べた。

### 配役
ヴェラ・クレイソーンを演じるメイブ・ダーモディーの配役は脚本の読み合わせの2日前に決定し、その時、当人は東南アジアのミャンマーにいた。メイブ・ダーモディーは急いでイギリスに飛んで、イギリス英語のコーチから表現や言い回しを学び、撮影の最初の2週間は脚本を読み続けていた。

### 撮影
撮影は2015年6月に始まった。イギリスのコーンウォールの多くの海岸や入り江、ホリウェル海岸・カイナンス入り江・マリオン入り江など、が撮影に用いられた。ロンドン郊外ヒリンドンにあるヘアフィールドの屋敷が兵隊島の邸宅として採用され、プロダクション・デザイナーのソフィー・ベッチャーはシリー・モーアムやエルシー・デ・ウルフのように1930年代風に屋敷を飾りつけた。地下室とキッチンのシーンはハートフォードシャーのルータム公園で撮影された。列車のシーンはトットネスとバックファストリーの間のサウス・デボン鉄道で撮影された。

## 社会的評価
BBCの成功作と評され、エピソード1は600万人を超える視聴者を獲得して、ボクシング・デーで2番目に視聴率の高い番組となった。続けてのエピソード2・3も500万人を超える視聴者を獲得した。
Radio Timesでベン・ダウェルは、肯定的な評価を出している。The Daily Telegraphでジャスパー・リースは5つ星中の星4を付けて、ドラマを「殺人ミステリーをうならせるようなピッチ・ブラックの心理的スリラー」と表し、強く視聴する価値があると述べた。
エピソード1の放送後、イギリスの新聞紙The Guardianでサム・ウォラストンは、「脚本だけでなく思想にも敬意が払われている。犯罪の女王（アガサ・クリスティのニックネーム）は認めるだろうし、確かに私はそうである。連続殺人は時にこのように興奮を生む。」と述べた。
エピソード3の放送後、The Daily Telegraphでティム・マーティンはは5つ星中の星4を付けて、ドラマを「クラス・アクト」と呼び、過去の派生作品では表されることのなかったアガサ・クリスティ作品の闇を強調した派生作品を称賛した。
Daily Mailでは放送前にアガサ・クリスティの原作小説から脚本に変更が入っていることについて批判が挙げられていた。

## 放送期間
各地域の初回放送を挙げる。
| 放送期間                        | 放送時間                 | 放送局           | 対象地域     | 備考                                                   |
| ------------------------------- | ------------------------ | ---------------- | ------------ | ------------------------------------------------------ |
| 2015年12月26日 – 2015年12月28日 | 21時05分 - 22時00分      | BBC One          | イギリス     |                                                        |
| 2016年11月6日 - 2016年11月7日   | 21時00分 - 22時30分      | Giallo           | イタリア     | 題名Dieci piccoli indianiでイタリア語吹き替え版を放送  |
| 2016年11月27日 – 2016年12月11日 | 日曜 21時00分 - 21時56分 | NHK BSプレミアム | 日本         | 題名『そして誰もいなくなった』で日本語吹き替え版を放送 |
| 2016年12月17日                  | ？                       | ?                | スウェーデン |                                                        |
| 2016年12月20日                  | 20時55分 -               | TF1              | フランス     | 題名Dix petits nègresでフランス語吹き替え版を放送      |
| 2016年12月26日                  | ？                       | ?                | フィンランド |                                                        |